# Moose Creek (Alaska)
Moose Creek ist ein Ort und ein census-designated place (CDP) im Fairbanks North Star Borough in Alaska in den Vereinigten Staaten. Das U.S. Census Bureau hatte bei der Volkszählung 2020 eine Einwohnerzahl von 534 ermittelt.

## Geographie
Moose Creek liegt in Zentral-Alaska 30 km ostsüdöstlich von Fairbanks sowie unmittelbar nördlich des Luftwaffenstützpunktes Eielson Air Force Base. Der 142 m hoch gelegene Ort befindet sich etwa 4 Kilometer vom rechten, nördlichen Flussufer des Tanana River entfernt. Moose Creek liegt zwischen dem kleinen Moose Creek, ein Nebenfluss des Tanana River, im Norden und dem Piledriver Slough, einem schmalen Altarm des Tanana River im Süden. Das 4,27 km² große Gebiet ist stark besiedelt. Der Richardson Highway (Alaska Route 2) verläuft entlang der südlichen CDP-Grenze. Nordwestlich von Moose Creek verläuft ein etwa 250 m breiter Hochwasser-Umleitungskanal vom Chena River zum Tanana River.
Das CDP-Gebiet grenzt im äußersten Nordwesten an das Badger CDP sowie im Südosten an das census-designated place Eielson AFB.

## Geschichte
1980 erschien Moose Creek erstmals beim Zensus als ein census-designated place mit 510 Einwohnern.

## Demografie
Zum Zeitpunkt der Volkszählung im Jahre 2020 (U.S. Census 2020) hatte Moose Creek 534 Einwohner auf einer Landfläche von 3,99 km². Von den Einwohnern waren 14.207 Weiße, 398 Afroamerikaner, 1121 amerikanisch-indianischer Abstammung sowie 390 Asiaten.